# 流動性選好説
流動性選好説（りゅうどうせいせんこうせつ、英: liquidity preference theory）とは、利子は貨幣の流動性を犠牲にすることの対価であるために、貨幣需要量（投機的需要）は利子率の減少関数であるという経済学における仮説である。ジョン・メイナード・ケインズによって、主著『雇用・利子および貨幣の一般理論』で提唱された。

## 原理
ケインズ経済学では貨幣需要として、取引需要（kPY = マーシャルのk × 名目GDPのPY ）に加えて投機的需要（または資産需要）を考える。このうち取引需要は国民所得の増加関数である。すなわち国民所得が増加すると貨幣需要も増大する。これに対して投機的需要は、利子率の減少関数である。これは利子率が下落（債券価格が上昇）するほど貨幣需要が増大することを意味している。
所得を消費せず節約して貯蓄しても、現金のままで保有していれば利子はつかない。それでも現金で保有することがあるのは、現金が債券よりも高い流動性を持つからである（流動性選好）。しかし他方では、その現金を手放して貸し付けること（債券の購入）によって利子を得ることができる。したがって利子は節欲の対価ではなく貨幣保有の便益（= 流動性）を手放す対価となる。
債券の値上がり（利子率の下落）を予想する強気の人は、現金を手放して債券を購入しようとし、逆に債券の値下がり（利子率の上昇）を予想する弱気の人は、債券を売却して現金を保有しようとする。
強気の人の力が強いと債券は値上がりする。すると強気の人の中から弱気に移る人が増え、結局、強気・弱気の均衡するところで債券の値が決まり、それによって示される利回り、即ち短期利子率が決定する。これが流動性選好による利子率決定論である。
こうして決まった利子率が、貨幣の流動性を人々が手放すために必要な利子の水準である。したがって、貨幣の流動性は、貨幣の便益-交換可能性と安定性と、それらをもとにした投機性を合計した便益であるということができる。

### 流動性の罠
債券価格の上昇（利子率の下落）が極端であると、人々は債券の値下がりを予想して、貨幣で資産を保有するようになり、貨幣供給が増しても、貨幣保有が増すだけで、資金は債券購入に回らず、市場利子率はそれ以上低下しようとはしなくなる。
これを流動性の罠という。ケインズはこのことを、「ジョン・ブルはたいていのことは我慢するが、2 分の利子率には我慢できない」という言葉を引いて、市場金利には下限があることを示した。

## 市場例
コンソル公債（永久債）について考える。コンソル債は、現代の主流となっている償還期間の定められた債券よりも、安定企業の株式に近い性格を持つ。
いま、債券の配当が年 E、市場利子率が年 i であるとすると、債券の正常値は E / i になる。仮に利子率が i から i + Δi に変化したとすると、債券の時価は E / (i + Δi ) となる。
したがって、債券を保有することによって得られる 1 年間の資産の価値は E / (i + Δi ) + E であり、現金のままで保有したときの価値 E / i と比較すると、
{\displaystyle {\frac {E}{i+\Delta i}}+E\gtrless {\frac {E}{i}}}
の大小関係で現金で保有し続けたほうが得か否かが決定する。この式は次のように変形できる。
{\displaystyle i^{2}+i\Delta i-\Delta i\gtrless 0\,.}
i Δi を微小量として無視すると、不等式は次のようになる。
{\displaystyle i^{2}-\Delta i\gtrless 0\quad (\Delta i\,\ll \,i\,\ll \,1)\,.}
現行利子率の 2 乗 i 2 以上の変動率 Δi で利子率が上がると、貨幣を保蔵したほうが得になる。もし利子率 i が小さくなると、変動率 i 2 は小さくなり、わずかな利子率の上昇でも、債券保有は損害を受ける。その結果、貨幣保有の力は強まり、弱気の人が多くなり、利子率は下がらず、利子率の下限という流動性の罠が生ずる。
i Δi が微小でない一般の場合には以下のようになる。
利子率 i について左辺が 0 になる条件を考えると、
{\displaystyle i=-{\frac {\Delta i}{2}}\pm {\sqrt {\left({\frac {\Delta i}{2}}\right)^{2}+\Delta i}}}
が得られる。
利子率の変動 Δi が正なら (Δi > 0)、利子率 i は正なのでルートの符号が + の場合だけを考えればよい。
従って以下の関係が成り立つ（不等号は複号同順）。
{\displaystyle i\gtrless {\frac {1}{2}}\left({\sqrt {\left(\Delta i\right)^{2}+4\Delta i}}-\Delta i\right)~\Rightarrow ~{\frac {E}{i+\Delta i}}+E\gtrless {\frac {E}{i}}\quad (\Delta i>0)\,.}
利子率の変動 Δi が負なら (Δi < 0)、ルートの中身が非負かつ変動後の利子率 i Δi が正となる条件として、
{\displaystyle -i<\Delta i\leq -4}
が課される。条件 Δi ≤ −4 が満たされない場合、どんな利子率 i に対しても二次式の値は正になるので、以下の関係が常に成り立つ。
{\displaystyle {\frac {E}{i+\Delta i}}+E>{\frac {E}{i}}\quad (\Delta i>-4,\,i+\Delta i>0).}

### 数値の例
毎年、固定で 100 円の利子が支払われることが約束されたコンソル債券が有る。この債券を 2,000 円で買えば毎年の利子率は 5 % となる。債券市場で取引が行なわれ、価格が 2,100 円になったら利率は 4.76 % となる。債券の価格が上がることは同時に利子率が下がることを意味する。
利子率が 1 % になると債券価格は 10,000 円になる。もし利子率が 1.1 % になると、債券価格は 9,090 円と 910 円急落する。極端な場合、利子率が 0.1 % の場合は債券価格が 100,000 円となるが 0.2 % であれば 50,000 円となる。このように、この債券の仕組み上、利子率が非常に低い場合は債券価格の変動が利子金額を大きく上回って非常に激しくなる。このため、利子率は一定以上低下しにくい。